# Tang Qianting
Det här är en artikel om en person med kinesiskt personnamn; Tang är familjenamnet.
Tang Qianting (kinesiska: 唐钱婷), född 14 mars 2004, är en kinesisk simmare.

## Karriär
I december 2021 vid kortbane-VM i Abu Dhabi tog Tang guld och noterade ett nytt asiatiskt rekord på 100 meter bröstsim samt var en del av Kinas kapplag som tog brons på 4×100 meter medley. I september 2023 vid asiatiska spelen i Hangzhou tog hon guld på 50 meter bröstsim samt noterade ett nytt asiatiskt rekord i försöksheatet.
I februari 2024 vid VM i Doha tog Tang guld och noterade ett nytt kinesiskt rekord på 100 meter bröstsim.